# Beeston (Nottinghamshire)
Pour les articles homonymes, voir Beeston.
Beeston est une ville du Nottinghamshire, en Angleterre. Elle se trouve à 5,5 km au sud-ouest du centre-ville de Nottingham. Bien qu'habituellement considérée comme faisant partie de la banlieue de la ville de Nottingham, et officiellement de l'aire urbaine de Nottingham, elle appartient, pour des raisons de gouvernance locale, à la municipalité de Broxtowe.
Le campus principal de l'université de Nottingham se trouve immédiatement au nord-est de la ville. Le siège du groupe pharmaceutique britannique Boots se trouve à l'est du centre de Beeston, à la limite de Broxtowe et de la ville de Nottingham. Au sud se trouve le fleuve Trent, ainsi qu'Attenborough et ses importantes zones humides.

## Personnalités
Barry Foster (1931-2002), comédien.